# Henri-Gatien Bertrand
Pour les articles homonymes, voir Henri Bertrand et Bertrand.
Henri-Gatien Bertrand, né le 28 mars 1773  à Châteauroux (Indre) et mort le 31 janvier 1844 dans cette même ville, est un général du Premier Empire. Il fut le compagnon de Napoléon à Sainte-Hélène.

## Biographie

### Jeunesse
Issu d'une famille bourgeoise, Henri-Gatien Bertrand naît au château Raoul à Châteauroux, logement de fonction de son père, Henry Bertrand, maître particulier des eaux et forêts, subdélégué de l'intendance de Bourges au département de Châteauroux. La mère de Bertrand, Henriette Boucher, était la fille d'un inspecteur général des Ponts et Chaussées.
Il est élève chez les pères de la Doctrine chrétienne au Collège royal de La Flèche, où Descartes l'a précédé. Le 11 septembre 1793, il entre comme sous-lieutenant à l'École royale du génie de Mézières, et il en sort major de sa promotion.
Lieutenant, il est promu capitaine le 21 mars 1795 et, à vingt-deux ans, il remplace pendant près d'un an (juin 1795-avril 1796) l'illustre Monge à la chaire de stéréotomie et de géométrie descriptive de l'École polytechnique, ce qui témoigne de sérieuses capacités en mathématiques.

### Carrière militaire

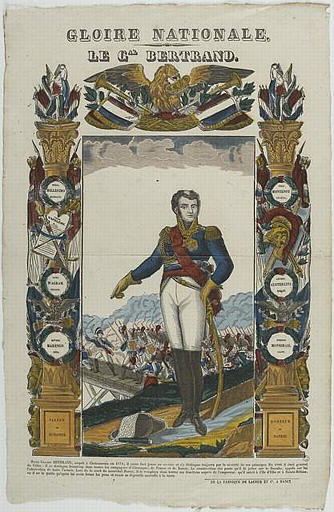
Gloire nationale : Henri-Gatien Bertrand.

Il sert d'abord dans la garde nationale de Paris. Le 10 août 1792, son bataillon se porte aux Tuileries pour défendre la royauté constitutionnelle. À ce moment-là, il sauva la vie du député Viénot-Vaublanc en s'interposant face à un coup de sabre.
Sous-lieutenant dans la guerre des Pyrénées en 1795 et 1796, il fait partie l'année suivante de l'ambassade envoyée à Constantinople. Il est alors attaché à la mission du général Aubert du Bayet, ambassadeur extraordinaire auprès de la Porte, afin d'aider les Turcs à organiser la défense des Dardanelles. Après bien des péripéties, la mission parvient à Constantinople où elle se heurte à une fin de non-recevoir des Turcs. Bertrand prend alors le chemin de l'armée d'Italie, qu'il atteint en 1797.

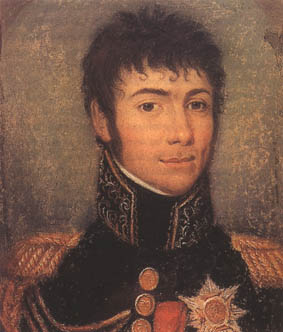
Henri Gatien Bertrand, général français et comte du Premier Empire.

C'est alors qu'il rencontre Bonaparte, le suit en Égypte, où il se distingue aux Pyramides et reçoit alors le grade de chef de bataillon. Il est nommé sous-directeur des fortifications. Légèrement blessé à la tête à Aboukir le 25 juillet 1799, son cheval tué sous lui, le général en chef l'appelle pour remplacer son chef de brigade et Bertrand, la tête enveloppée d'un bandage, s'élance à l'attaque du fort d'Aboukir, prend un drapeau et est blessé à la cuisse. En récompense, il est promu chef de brigade. Le 6 septembre 1800, il est promu général de brigade et le 21 mars 1801, directeur des fortifications d'Alexandrie.
L'Empereur en fait son aide de camp le 7 mars 1805. À la suite de l'Empereur, il participe à toutes les grandes batailles de l'Empire : il est à Austerlitz, à Iéna, obtient la capitulation de Spandau le 25 octobre 1806. Il est à Eylau et au siège de Dantzig. Il est élevé au grade de général de division le 30 mai 1807, et il est créé comte de l'Empire en mars 1808.
Le 16 septembre de la même année, le général comte Bertrand, âgé de trente-cinq ans, épouse, à la mairie du Ier arrondissement, Élisabeth-Françoise Dillon, dite Fanny, âgée de vingt-trois ans, fille du général Arthur Dillon (guillotiné en 1794) et de Laure Girardin de Montgérald (1764-1816), créole de la Martinique, petite cousine de l'impératrice Joséphine. Le mariage religieux eut lieu le lendemain à Saint-Leu chez Hortense de Beauharnais, parente de la mariée.
Le couple a six enfants :
- Napoléon (1809-1881), 2e comte Bertrand, officier de cavalerie, chevalier de la Légion d'honneur ;
- Hortense[b]-Eugénie (1810-1889) qui épousera Amédée Thayer, sénateur du Second Empire ;
- Henri (1811-1878), général de brigade, député de l'Indre, grand officier de la Légion d'honneur ;
- Alexandre, né et mort à l'île d'Elbe ;
- Arthur (1817-1871), né à Sainte-Hélène et dont sa mère annonça ainsi la naissance à l'Empereur : « Sire, j'ai l'honneur de vous présenter le premier français qui soit entré à Longwood sans la permission du gouverneur »[3]. Il aura un fils Victor Gabriel Félix (26 janvier 1848 – 19 octobre 1888) de ses amours avec la tragédienne Mlle Rachel[4], qui servira dans la marine, participera à l'exploration du Congo et sera fait chevalier de la Légion d'honneur[4].
- Alphonse (1823-1866), officier de cavalerie, chevalier de la Légion d'honneur.

Henri Bertrand est envoyé en Espagne, puis construit les ponts de l'île Lobau sur le Danube qui permettent à la Grande Armée de traverser ce fleuve et de remporter la bataille de Wagram,. Il est fait grand aigle de la Légion d'honneur le 14 août 1809. Le 9 avril 1811, il succède à Marmont comme gouverneur général des Provinces illyriennes. C'est un demi-échec, Bertrand, peu à l'aise dans ce rôle nouveau pour lui, semble hésiter à prendre des décisions. Le 2 décembre 1812, Napoléon doit lui retirer ses fonctions, mais il lui donne le commandement du IVe corps de la Grande Armée. Bertrand n'y fait pas merveille, notamment lorsque ses troupes sont battues par Blücher et Yorck devant Wartenburg le 3 octobre 1813. Le 18 novembre 1813, il est nommé grand maréchal du palais et s'installe aux Tuileries le 20.

### Après l'Empire

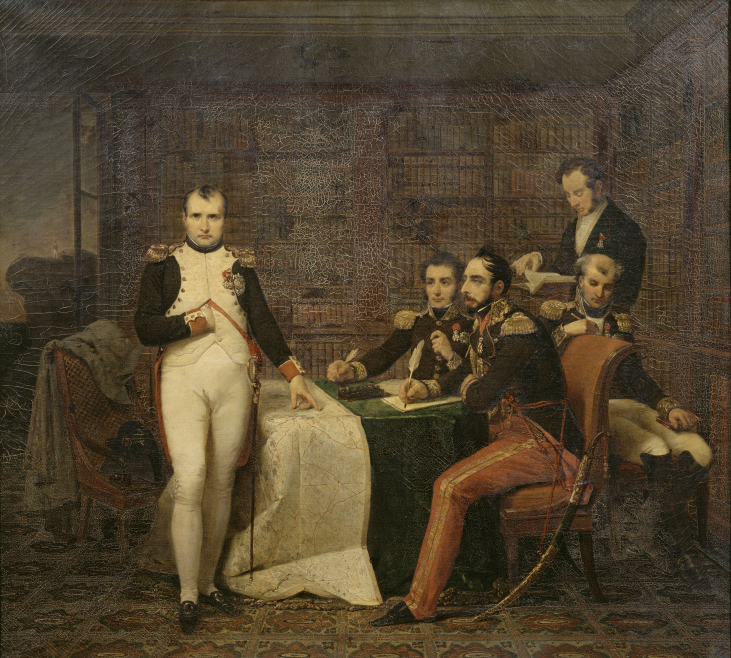
dictant ses mémoires aux généraux Montholon et Gourgaud en présence du grand-maréchal Bertrand et du comte de Las Cases. École française, XIXe siècle, musée napoléonien de l'île d'Aix.

C'est tout naturellement qu'il suit l'Empereur à l'île d'Elbe où il exerce les fonctions de ministre de l'Intérieur et gouverneur des affaires civiles. Il y est rejoint par son épouse Fanny, qui mit au monde un petit Alexandre, mort à quelques mois à la suite d'une erreur médicale.
Pendant les Cent-Jours, il se réinstalle aux Tuileries. Il redevient grand maréchal du Palais et le conseiller militaire de Napoléon pendant cette période.
Après Waterloo, il suit l'Empereur à la Malmaison. Il demande alors à Napoléon l'autorisation de le suivre dans son exil. Napoléon accepte et le choisit pour dicter sa lettre au Prince Régent dans laquelle il demande le droit d’asile à la Grande-Bretagne le 13 juillet 1815.
Il suit ensuite l'empereur dans le reste de son périple jusqu'à Sainte-Hélène. Là-bas, il s'installe avec sa famille dans une extrémité de l’enceinte de Longwood. Napoléon le choisit pour dicter ses mémoires des Lettres du Cap et de La campagne d’Égypte. Lorsque la santé de son épouse décline et qu'elle donne naissance à un cinquième enfant, Bertrand demande à Napoléon la permission de rentrer en Europe, mais ce dernier refuse.
Le 7 mai 1816, Bertrand est condamné à mort par contumace pour trahison envers le roi Louis XVIII, à cause d'une lettre secrète qu'il a écrite au duc de Fitz-James dans laquelle il déclare : « je reste sujet du Roi et je serai son sujet fidèle », et promet de quitter Napoléon en échange d'un retour chez sa famille en France. Bertrand revient à Paris le 19 octobre 1821. Amnistié de sa condamnation à mort par contumace le 24 octobre 1821,, triomphalement accueilli à Calais, il se partage entre ses terres de Laloeuf, près de Nohant-Vic, et son petit hôtel parisien de la rue de la Victoire.
La monarchie de Juillet le nomme recteur de l'École polytechnique en novembre 1830. Élu député de l'Indre en 1831, il siège à gauche où il milite pour la "liberté illimitée de la presse" et l'abolition de l'esclavage. Il est battu en 1834, et se retire de la vie publique.
Sa femme meurt d'un cancer du sein le 6 mars 1836. Ses deux fils aînés lui causent bien des soucis, à tel point qu'il s'éloigne d'eux pendant trois ans à la Martinique, avec le titre de gouverneur, sous le prétexte d'exploiter les plantations de canne à sucre léguées par sa belle-mère : les Coteaux (284 ha) et les Salines (116 ha) ; on y compte près de 250 esclaves,.

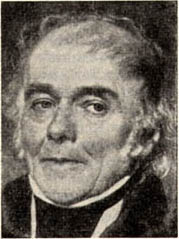
Bertrand dans les dernières années de sa vie.

Revenu en France en 1840, il remet à Louis-Philippe l'épée de l'Empereur. La famille Bonaparte avait, dans un premier temps, estimé que ce legs leur revenait, leur illustre parent ayant laissé par testament « Mes armes, savoir : mon épée, celle que je portais à Austerlitz ... les remettre à mon fils lorsqu’il aura seize ans »,.
Cependant, depuis 1833, et le décès du roi de Rome, Joseph Bonaparte était convaincu que les armes de l'Empereur « devaient être offertes à la nation et déposées à l'Hôtel des Invalides ». En 1840, il réussit à convaincre la famille impériale puisqu'il écrivait « Les circonstances qui s'y sont opposées jusqu'à présent cèdent enfin devant la puissance de l'opinion publique ».
Le 15 avril 1840, par une lettre expédiée depuis Londres, il donnait instruction au Grand Maréchal : « Que les armes de Napoléon soient remises par ses exécuteurs testamentaires immédiatement aux mains du gouverneur des Invalides, du doyen des maréchaux de France, Moncey ! » .
L'état de santé de Moncey fit que Bertrand remis d'abord l'épée au roi, qui la rendit ensuite à Moncey quand le vieux maréchal se fit transporter sur un fauteuil lors du retour des cendres.
Avec son dernier fils Arthur, Bertrand embarque sur la Belle Poule le 7 juillet 1840 et participe à l'expédition organisée pour ramener les cendres de l'Empereur Napoléon restées à Sainte-Hélène depuis mai 1821. Arthur a d'ailleurs raconté ce retour des cendres dans un ouvrage intitulé Lettres sur l'expédition de Sainte-Hélène en 1840.
À l'automne 1842, le général Bertrand gagne à nouveau la Martinique où il séjourne quelques mois. Après un périple maritime dans les Caraïbes, il débarque à la Nouvelle Orléans et visite les États-Unis du sud au nord-est (13 juillet - 25 novembre 1843) : c'est l'occasion pour lui de découvrir un pays où il a failli accompagner Napoléon en 1815. Il bénéficie d'un accueil très chaleureux dans toutes les villes où il passe et rencontre plusieurs personnalités politiques américaines de premier plan.

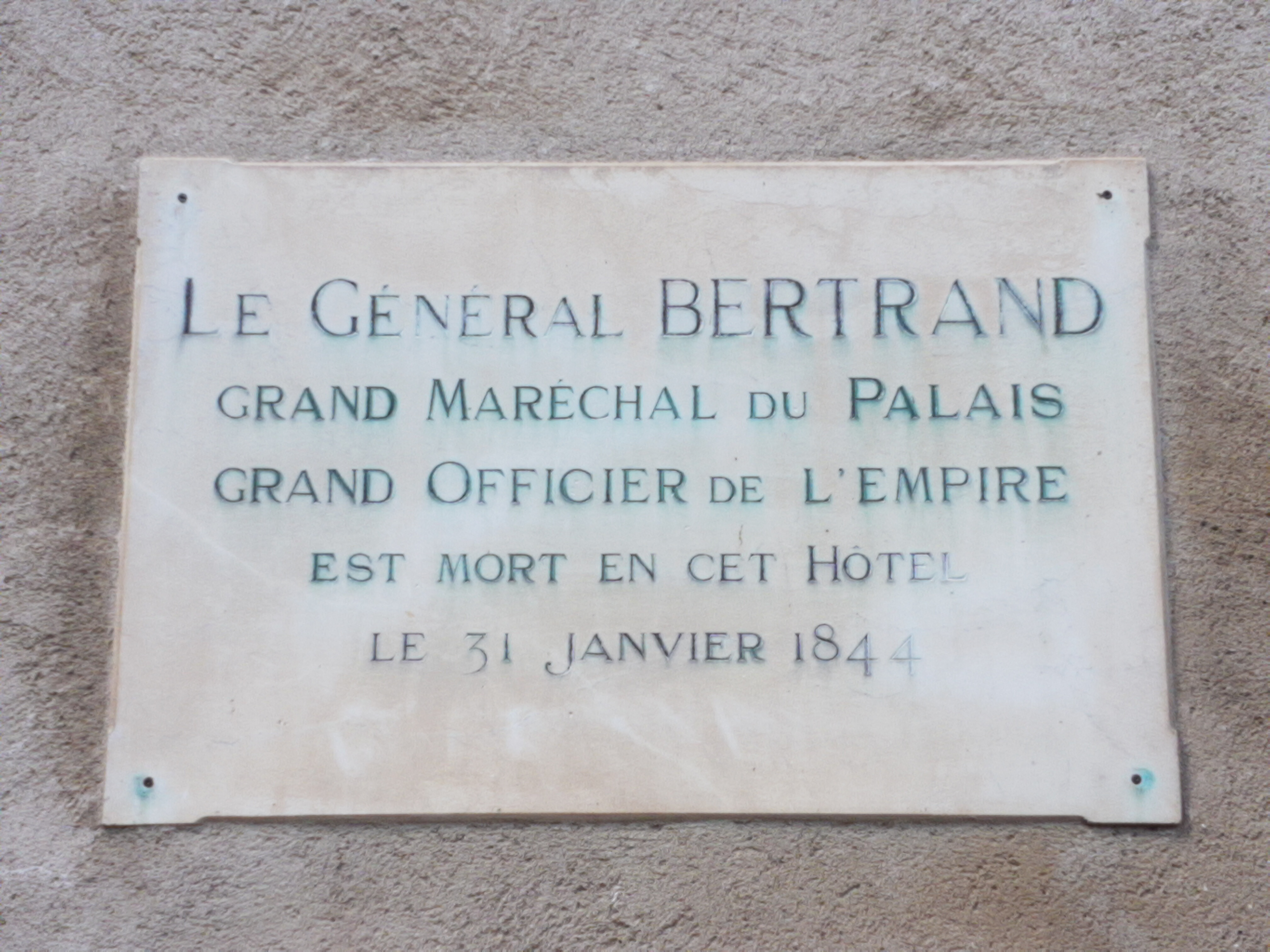
Plaque apposée sur le lieu de sa mort.

À son retour en France, victime d'un refroidissement, il meurt brutalement à Châteauroux le 31 janvier 1844, à l'âge de soixante-dix ans. Son enterrement, suivi seulement par son fils Arthur, fait contraste avec son ultime destinée : le 5 mai 1847, sur la proposition du colonel et député Bricqueville, on ramène sa dépouille à Paris pour l'enterrer aux Invalides, vis-à-vis de Duroc. Son tombeau se situe à gauche derrière le maître-autel du Dôme des Invalides, au niveau du palier intermédiaire par lequel on accède à la crypte ouverte où se trouve le tombeau de Napoléon.
En 1848, la Deuxième République abolit définitivement l'esclavage. Cette abolition s'accompagne toutefois de l'indemnisation par l'État des propriétaires esclavagistes. Les héritiers Bertrand touchent ainsi, en 1849, la somme de 113 359 Francs or en compensation du préjudice financier causé par l'affranchissement des esclaves de leurs deux plantations martiniquaises.

## Publications

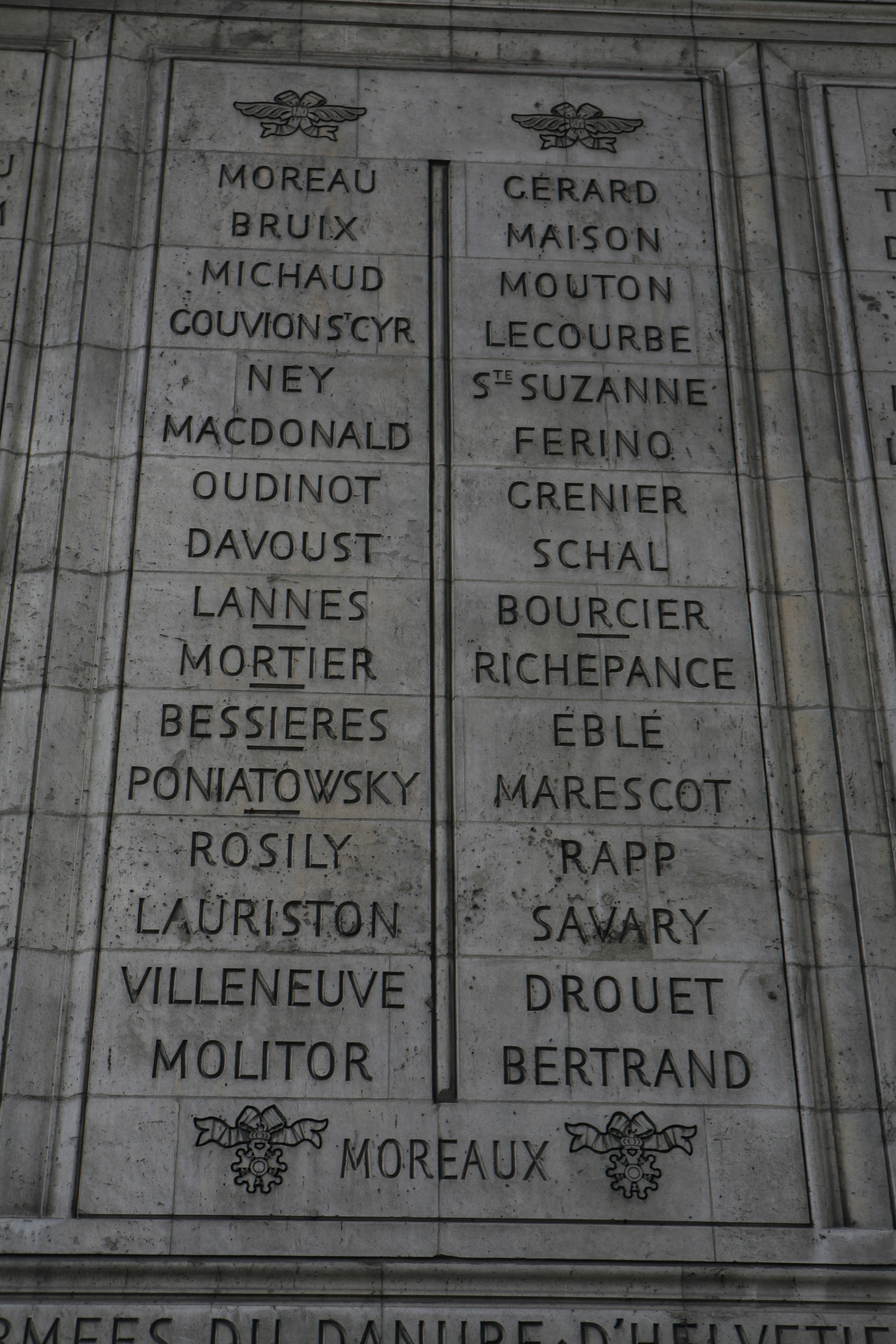
Noms gravés sous l'arc de triomphe de l'Étoile : pilier Est, 13e et 14e colonnes.

Ses fils ont publié en 1847 les Campagnes d'Égypte et de Syrie (2 volumes in-8 et atlas), qu'il avait écrites à Sainte-Hélène, sous la dictée de Napoléon. Son dernier fils, Arthur, a également publié Lettres sur l'expédition de Sainte-Hélène en 1840, chez Paulin Éditeur en 1841.
Parmi les autres écrits de Bertrand, on trouve :
- Sur la détresse des colonies françaises en général, de l'île Martinique en particulier… chez Firmin Didot frères, 1838 ;

- Lettres à Fanny (1805-1815), annotées et présentées par Suzanne de la Vaissière-Orfila, Paris, Albin Michel, 1979.

Le général Bertrand est également l'auteur des Cahiers de Sainte-Hélène, une relation scrupuleuse, cryptée, au jour le jour des moindres mots, faits et gestes de Napoléon 1er, en exil à Sainte-Hélène, du 1er avril 1816 à mai 1821.
Les Cahiers de Sainte-Hélène se composent de trois volumes publiés longtemps après la mort de Bertrand, et correspondent à la cote 390 AP 25 du Centre historique des Archives nationales, à Paris. Le premier volume commence le 14 avril 1816 et ne comprend pas le Journal de Sainte-Hélène coté 390 AP 24, qui commence le 1er avril 1816. Celui-ci reste donc à ce jour, inédit. En revanche, les « dates et notes pouvant servir de suite au journal du comte Las Cases », également cotées 390 AP 24, ont été intégrées à ce premier volume par l’éditeur. D’autre part, ces Cahiers ne restituent pas le texte original de façon intégrale. Les documents publiés comptent en effet de nombreuses lacunes certainement dues aux difficultés de lecture du manuscrit. Sous la cote 390 AP 32 sont répertoriés les transcriptions des manuscrits de Bertrand : Dossier 1. « Notice pour mes enfants ». Dossier 2. « Dates et notes pouvant servir de suite au journal du Comte Las Cases ». Dossier 3. Cahiers de Sainte-Hélène. Cette transcription est l’œuvre d’Ernest Razy, conseiller à la Cour des Comptes à qui la fille du général Bertrand, Hortense, devenue Mme Thayer, avait légué le manuscrit des Cahiers de Sainte-Hélène reçu en héritage, avec mission de le publier après sa mort.

## Armoiries
| Figure | Blasonnement |
|        | Armes du comte Bertrand et de l'Empire (décret du 19 mars 1808, lettres patentes du 21 septembre 1808 (Château-Roux)) Écartelé : au premier des comtes militaires ; au deuxième d'or, à l'ombre de soleil rayonnant d'azur, au troisième d'or, au palmier de sinople, issant de la pointe et fruité du champ, trois à dextre, trois à sénestre, posés deux et un, au quatrième d'azur au créquier d'or issant de la pointe., Livrées : bleu, rouge, jaune et vert ; le vert dans les bordures seulement. |

## Postérité

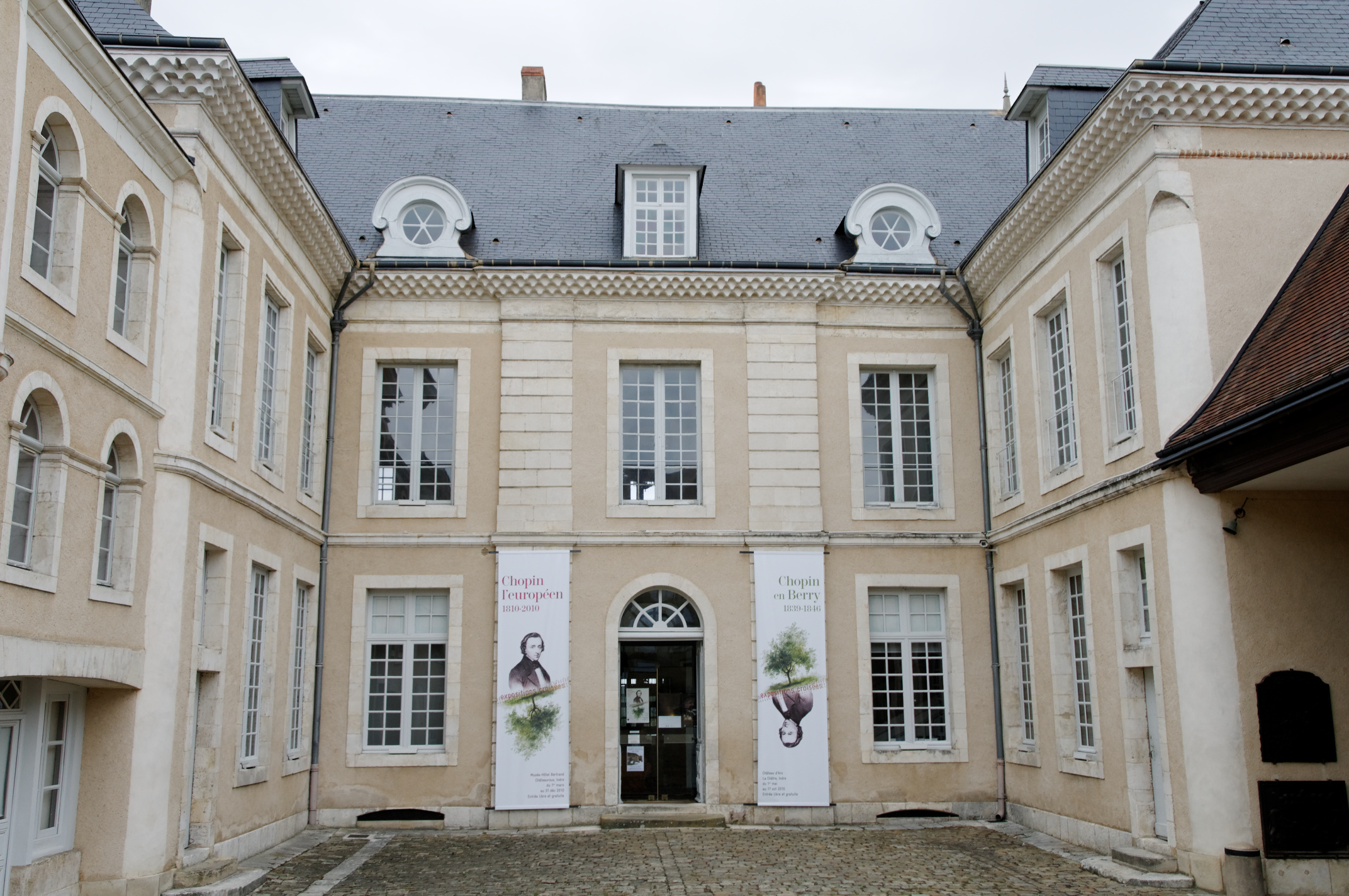
Musée Bertrand dans l'ancien hôtel particulier du général.

L'hôtel particulier où a résidé le général Bertrand à Châteauroux a été transformé en un musée, le musée Bertrand, qui abrite des fonds napoléoniens ainsi que des collections d'archéologie, d'art et d'histoire.
La rue du Général-Bertrand (Paris) lui rend hommage.

## Sources
- « Henri-Gatien Bertrand », dans Charles Mullié, Biographie des célébrités militaires des armées de terre et de mer de 1789 à 1850, 1852 [détail de l’édition]
- « Henri-Gatien Bertrand », dans Adolphe Robert et Gaston Cougny, Dictionnaire des parlementaires français, Edgar Bourloton, 1889-1891 [détail de l’édition]
- États de services au Service historique de la Défense (Vincennes), 7 Yd 455.
- Les papiers personnels de Henri-Gatien Bertrand sont conservés aux Archives nationales, site de Pierrefitte-sur-Seine, sous la cote 390AP : Inventaire du fonds.
- « Cote LH/217/46 », base Léonore, ministère français de la Culture
- Des archives personnelles d'Henri Gatien Bertrand sont conservées à la Médiathèque Equinoxe de Châteauroux, Fonds Napoléon et Bertrand.